# آخايا (مقاطعة رومانية)

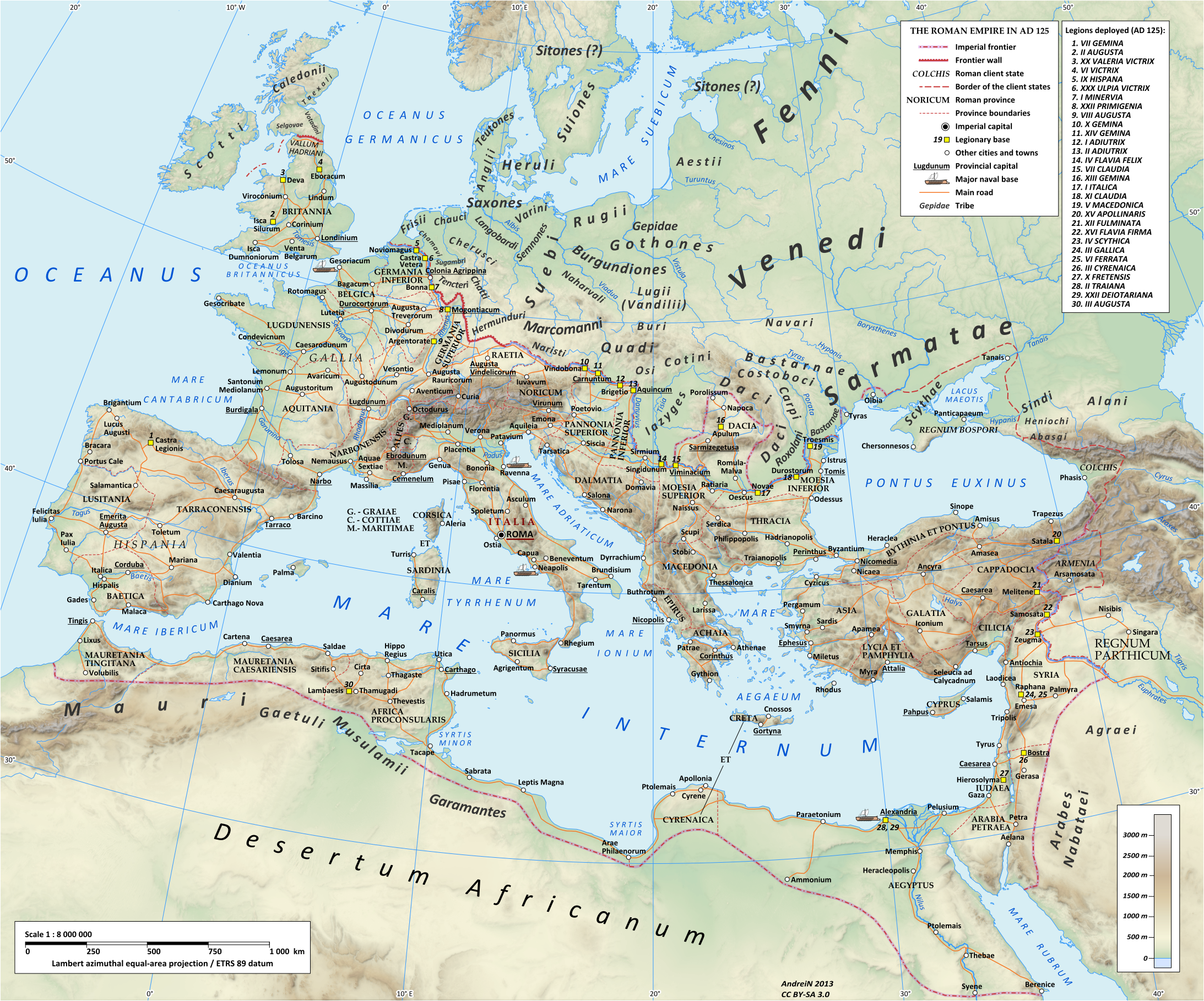
الإمبراطورية الرومانية تحت حكم هادريان (حكم ما بين 117-138)، تظهر مقاطعة مجلس الشيوخ آخايا (جنوب اليونان)

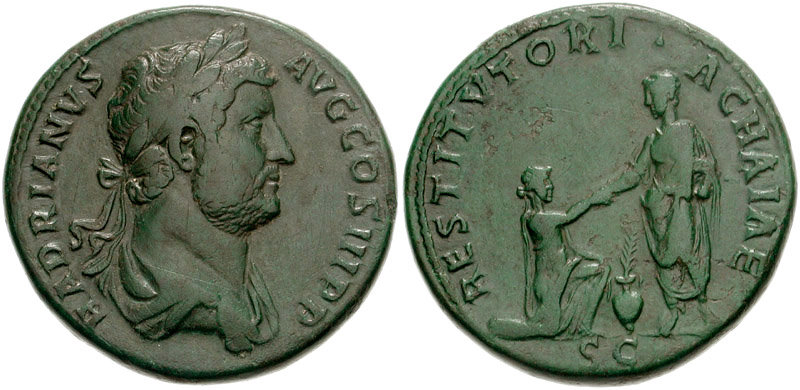
سيسترتيوس هادريان تحتفل بمقاطعة آخايا.

آخايا أو آخيه (باليونانية: Ἀχαΐα)، كانت مقاطعة من مقاطعات الإمبراطورية الرومانية، تتكون من البيلوبونيز، وشرق وسط اليونان، وأجزاء من ثيساليا. في الشمال، يحدها مقاطعات إيبيروس ومقدونيا. تم ضم المنطقة إلى الجمهورية الرومانية في عام 146 ق.م بعد قيام كورنث بطرد الجنرال الروماني لوسيوس موميوس، الذي حصل على لقب آخايكوس («فاتح آخايا»). أصبحت جزءًا من مقاطعة مقدونيا الرومانية، والتي شملت كامل البر الرئيسي لليونان.